# Camptopoeum abbasi
Camptopoeum abbasi är en biart som först beskrevs av Warncke 1985.  Camptopoeum abbasi ingår i släktet Camptopoeum och familjen grävbin. Inga underarter finns listade.